# Sérgio de Resena
Sérgio de Resena (m. 536) foi um padre e médico árabe do século VI. Ficou conhecido por suas traduções de tratados médicos do grego para o árabe.